# Karl Blöchliger

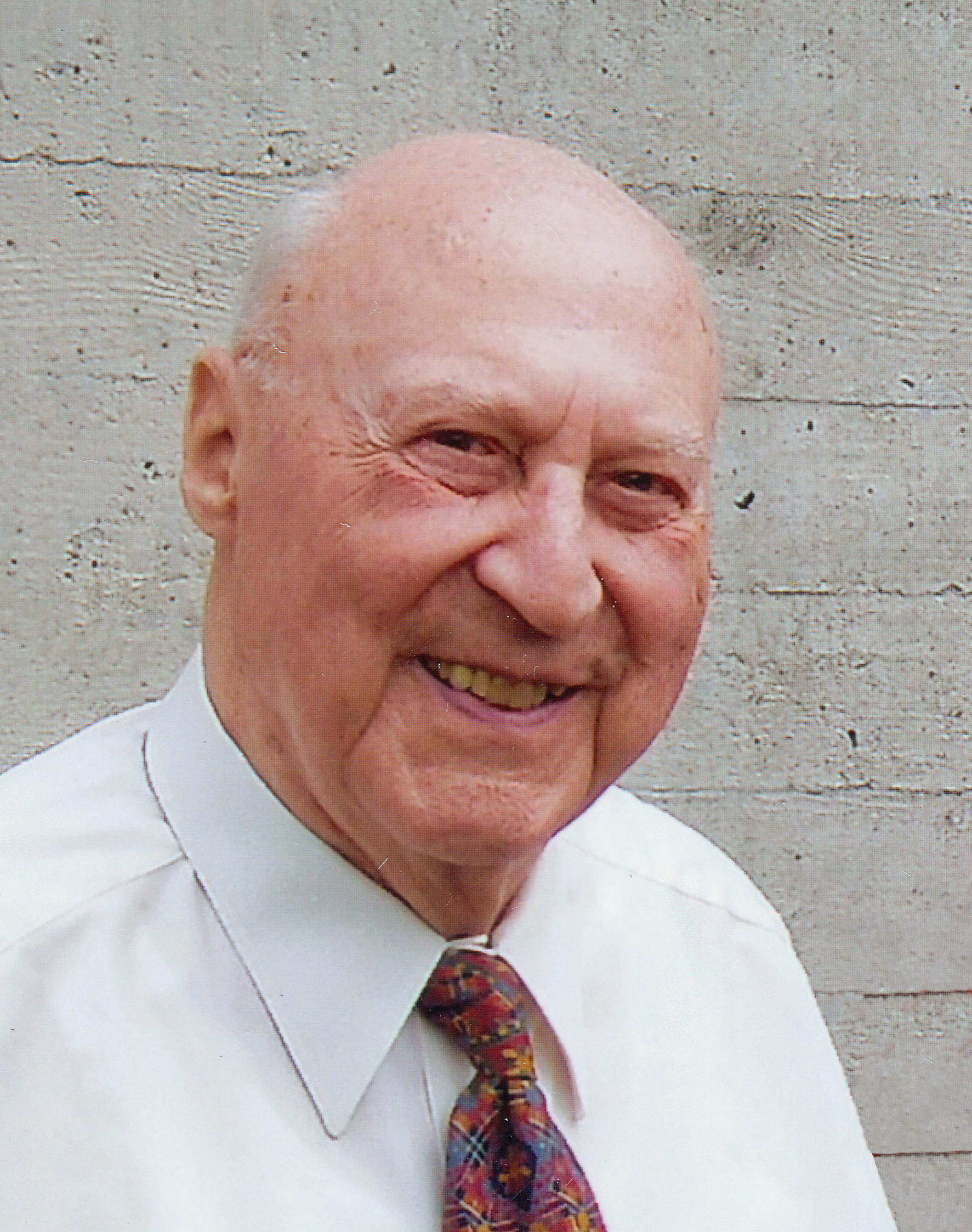
Karl Blöchliger (2005)

Karl Blöchliger (* 2. Januar 1916 in Zürich; † 23. Februar 2008 in Luzern; heimatberechtigt in Uznach) war ein Schweizer Verleger und Medienmanager.

## Leben
Blöchliger war der Sohn von Karl Blöchliger und Marie geborene Huter. Er wuchs zusammen mit seiner älteren Schwester Margrith und seinem jüngeren Bruder Walter zuerst in Zürich auf, dann in Solothurn, wo er die Schulen besuchte. Mit bereits 14 Jahren begann er eine Lehre als Schriftsetzer in Bern. Er arbeitete danach in diesem Beruf in Solothurn, dann als Chefmetteur in der Druckerei der katholischen Tageszeitung Vaterland in Luzern (Druckerei Räber) und als Setzereifaktor in Münsingen. 1950 wurde er Geschäftsführer der Thurgauer Volkszeitung in Frauenfeld.
1957 wurde Blöchliger vom Verwaltungsrat der Vaterland AG, Verlegerin des Vaterlands, zum Direktor ernannt und damit beauftragt, die neue Druckerei Maihof aufzubauen, die die Zeitung anstelle der bisherigen, zu teuer befundenen Druckerei Räber drucken und die Defizite der Zeitung durch Druckaufträge kompensieren sollte. 1959 wurde die neue Druckerei eröffnet. Der vom Verwaltungsratspräsidenten Willy Spiess initiierte und von Blöchliger umgesetzte Inseratepool «Tandem» mit dem liberalen Luzerner Tagblatt war ein erster, früher Schritt auf dem Weg zur Fusion der beiden Zeitungen im Jahr 1991.
Als Präsident der Studienkommission für das Medienausbildungszentrum (MAZ) in Kastanienbaum LU ab 1981 war er massgebend an dessen Errichtung beteiligt; es wurde 1983 eröffnet. Später arbeitete er in verschiedenen schweizerischen Gremien mit, u. a. in Vorstand und Ausschuss der SRG und in der Eidgenössischen Expertenkommission für Presserecht und Presseförderung («Kommission Kopp»).
Von 1970 bis 1982 war er Mitglied des Verwaltungsrates und des Ausschusses der Schweizerischen Depeschenagentur. Ab 1966 war er im Vorstand, von 1971 bis 1980 Zentralpräsident des Schweizerischen Zeitungsverleger-Verbandes (heute Verband Schweizer Medien), danach Ehrenmitglied. Von 1976 bis 1983 war er Kuratoriumspräsident des Instituts für Journalistik des Departementes für Kommunikationswissenschaft und Medienforschung (DCM) der Universität Freiburg, das er mitbegründet hatte. 1984 verlieh ihm die Universität den Titel eines Ehrendoktors.
Die Neubesetzung des Direktionspostens im Maihof im Jahr 1981 mit dem von der NZZ-Wirtschaftsredaktion her gekommenen Hans Richenberger (1940–2003) hatte für ihn laut Alois Hartmann einen «bitteren Abgang» zur Folge. Danach lebte er sehr zurückgezogen. Von 1980 bis 1984 war er noch Präsident der schweizerischen Koordinationskommission für den Papst-Besuch 1984.
Zuletzt lebte er im Altersheim Rosenberg Luzern, wo er im 93. Altersjahr starb.

## Privates
Blöchliger war seit 1940 verheiratet mit Josy geborene Sager (1906–1996) und hatte mit ihr einen Sohn, ebenfalls mit Namen Karl (* 1942), und eine Tochter, Marlis (* 1946).